# Oasis
Oasis (МФА: [əʊˈeɪsɪs], рус. Оазис) — британская рок-группа. Одна из самых влиятельных и коммерчески успешных групп 90-х. Группа входит в «большую четвёрку» брит-попа вместе с Blur, Suede и Pulp.
Группа основана в 1991 году в Манчестере братьями Ноэлом и Лиамом Галлахерами. Ноэл — гитарист, вокалист, автор песен, продюсер и идеолог группы. Его младший брат Лиам — основной вокалист и автор нескольких песен. Братья Галлахеры регулярно попадают на страницы таблоидов и получили репутацию «плохих парней».
На группу особенно сильно повлияло творчество The Beatles. Кроме того, в музыке Oasis угадывается большое влияние The Who, а также The Rolling Stones, Neil Young, Sex Pistols, Stone Roses, The Jam, The Smiths и The Kinks.
Дебютный альбом Definitely Maybe 1994 года стал классикой жанра брит-поп. Международную славу группа приобрела в середине 1990-х после выхода успешного альбома (What's the Story) Morning Glory? и благодаря подогретой СМИ «брит-поп-войне» с конкурирующей группой Blur.
Благодаря успеху дебютного альбома Definitely Maybe, 22-миллионным продажам (What's the Story) Morning Glory?, группа стала одной из наиболее успешных и влиятельных групп 90-х годов. Вершина успеха группы пришлась на 1997 год, когда третий альбом «современных „Битлз“» (как их назвали в прессе) Be Here Now достиг первой позиции в чартах более чем 12 стран и стал самым быстропродаваемым альбомом в истории мировой звукозаписи: за первый день продаж было продано около 600 000 копий. Первые оценки альбома были очень восторженными, но как только истерия немного спала, альбом раскритиковали за длинные песни, тяжёлый звук и чрезмерность аранжировок. После истерии вокруг Be Here Now интерес к группе угас и следующие 2 альбома Standing on the Shoulder of Giants и Heathen Chemistry имели более скромный успех. Несмотря на то что выступления группы по-прежнему собирали аншлаги, в прессе все чаще появлялись статьи о том, что Oasis исписались и уже никогда не поднимутся на прежний уровень. Однако после выхода в 2005 году шестого альбома Don't Believe the Truth и очень успешного турне все заговорили о возрождении популярности. Публика и пресса снова проявила интерес к творчеству Oasis.
За 18 лет существования группа выпустила 7 студийных альбомов, каждый из которых возглавлял хит-парад Великобритании и получал мультиплатиновый статус. Также издательство «Гиннесс» включила Oasis в книгу рекордов за самое продолжительное пребывание в первой десятке британского хит-парада и за самое продолжительное пребывание в британском хит-параде за один календарный год: 22 сингла группы попадали в десятку лучших чарта Великобритании, а 8 из них добирались до первой строчки.

## История

### Первые годы существования и прорыв (1991—1993)

#### The Rain
В 1991 году в Манчестере была создана группа The Rain. В её состав вошли Крис Хаттон, Пол Артурс и Пол Макгиган. По одной из версий, группа была названа в честь одноимённой песни The Beatles; по другой — из-за характерной для Манчестера дождливой погоды. До присоединения ударника Тони МакКэрролла, трио использовало драм-машину. Вскоре, вокалист Крис Хаттон был заменён Лиамом Галлахером, который совместно с Артурсом стал автором песен группы. В этом сотрудничестве они написали несколько композиций, включая «Take Me» и «Life in Vain». Группа репетировала лишь раз в неделю и почти не выступала на публике.
Вскоре после присоединения Лиама, по его собственной инициативе, название группы было изменено на Oasis, которое возникло когда старший брат Лиама, Ноэл Галлахер, выступал в качестве роуди группы Inspiral Carpets, когда та выступала в суиндонском развлекательном центре «Oasis». Лиаму понравился «резонанс образа» названия.
В августе 1991 года, Ноэл, вернувшийся с американского тура Inspiral Carpets, посетил выступление группы своего брата, выступавшей в поддержку Sweet Jesus в манчестерском клубе «Boardwalk». Ноэл согласился присоединиться к группе, но с условием, что он станет писать все песни группы.

#### Первая демозапись
В 1992 году Ноэл попросил Тони Гриффитса из «The Real People» разрешить своей группе записать пару песен в студии Гриффитса, в Ливерпуле. Эта запись, ставшая потом известной под названием «Oasis-Live Demonstration», стала основой для первого студийного альбома группы. Кассету с записью разослали различным рекорд-лейблам, но ответа не последовало.
В 1993 году Oasis пригласили выступить в Глазго, в клубе «King Tut’s Wah Wah Hut». Группа со своими друзьями арендовала микроавтобус, они ехали 6 часов, но в клуб их не пустили, сказав, что они не включены в сет-лист. Группе пришлось пробиваться силой. Им всё же дали выступить, и их заметил босс звукозаписывающего лейбла Creation Records Алан МакГи, который сразу же предложил им контракт. В 1994 году в ограниченном количестве вышел сингл «Columbia», затем первые общедоступные синглы группы «Supersonic» и «Shakermaker», которые попали в эфир радиостанций и в общенациональный чарт UK Top 40.

### Эра брит-попа и слава (1994—1998)

#### Сингл «Live Forever». Инцидент на пароме
В августе 1994 года сингл «Live Forever» вошёл в десятку национального чарта и группа стала популярной. К тому же в это время группа попала в неприятный инцидент на пароме по пути в Голландию: Лиам и Гигси были арестованы за драку, а МакКэролл и Боунхэд попались на воровстве в магазине. Всем четверым было отказано во въезде в Нидерланды, и первые выступления группы вне Великобритании были отменены. Этот инцидент стал первым появлением группы в таблоидах, которых потом будет ещё немало.

#### «Definitely Maybe»
В августе вышел дебютный альбом группы «Definitely Maybe» (англ. «Определенно, может быть…») (эта фраза всё время упоминалась Ноэлом во время записи альбома), который стал № 1 в Великобритании. В октябре вышел сингл «Cigarettes & Alcohol», который занял седьмое место в британском чарте, а в декабре был выпущен EP «Whatever», ставший третьим в чарте. Песня «Whatever» ознаменовала переход группы к более мягкому и мелодичному звучанию. В записи участвовали London Session Orchestra, под руководством Ника Ингэма и Ноэла Галлахера. Песня би — сайд «Half The World Away» позже использовалась в качестве заглавной песни сериала по BBC «The Royale Family». Разногласия между братьями Галлахерами во время тура по США привели к тому, что Ноэл, никому не сказав, улетел в Сан-Франциско после концерта в Лос-Анджелесе. Менеджер группы долго не мог найти Ноэла, и решил лично лететь в Лас-Вегас, чтобы успокоить Ноэла. Легенда гласит, что там Ноэл встретил пару молодожёнов, у которых был медовый месяц, и они уговорили его вернуться в группу, и Ноэл посвятил им песню «Talk Tonight», позже вышедшую как бисайд на сингле «Some Might Say».

#### Сингл «Some Might Say». Изменения в составе
В апреле 1995 года Oasis выпустили сингл «Some Might Say» — первый сингл группы, занявший первое место в британском чарте. Это первый сингл из нового альбома группы и единственный трек из этого альбома с участием Тони МакКэролла. Вместо него в группу приняли лондонца Алана Уайта, бывшего члена группы Starclub, младшего брата известного барабанщика Стивена Уайта. Дебют Алана состоялся во время выступления группы в программе Tops Of The Pops на BBC.

#### Фестиваль в Гластонбери. Конфликт с Blur
23 июня группа во второй раз выступила на фестивале в Гластонбери, но на сей раз в качестве хедлайнера. Были исполнены новые песни, включая «Roll With It» и «Don’t Look Back in Anger». Выступление не очень понравилось критикам. На следующий день Ноэл сыграл для британского Channel 4 будущий хит группы «Wonderwall». В это время СМИ раздули борьбу между Oasis и другой британской группой, Blur. Ноэл не остался в стороне и в интервью с Observer пожелал Дэймону Албарну и Алексу Джеймсу из Blur «подцепить грёбаный СПИД и сдохнуть». Позже он извинился в журнале NME.
14 августа 1995 года Oasis и Blur одновременно выпустили свои новые синглы. Это событие вошло в музыкальную историю как «Брит-поп Битва» («The Battle of Britpop»). Сингл Blur «Country House» за неделю разошёлся большим тиражом, чем сингл Oasis «Roll with it» — 274 000 копий против 216 000. Менеджмент Oasis утверждал, что сингл Blur продавался по более низкой цене и существовало 2 варианта песни «Country House», из-за чего серьёзные поклонники покупали по две копии. Но несмотря на победу Blur в этом «сражении», всю «войну» выиграли Oasis: их новый альбом достиг намного лучших результатов, чем альбом Blur «The Great Escape» (В первый год продаж альбом Oasis 11 раз становился платиновым против 3-х Blur, к 2008 «(What's the Story) Morning Glory?» добрал ещё 4 платиновых диска). В новом альбоме «(What's the Story) Morning Glory?» прослеживалось более мягкое звучание, из-за чего рецензии сперва не высоко оценивали альбом, но, несмотря на это, альбом стал вторым альбомом в Великобритании по общему числу проданных копий за всю историю, а синглы из этого альбома, «Wonderwall» и «Don’t Look Back In Anger», заняли 2 и 1 места в чарте соответственно и стали главными хитами Oasis. Первый трек в альбоме, «Hello», который стал часто исполняться на концертах группы, включает в себя фрагмент песни Гари Глиттера 1970 года «Hello, I’m Back Again». Альбом также включает в себя песню «Champagne Supernova», в записи которой принимал участие Пол Веллер. Эта песня не была выпущена синглом в Англии, но она очень понравилась критикам и является одной из любимых песен фанов, она до сих пор часто попадает в радиоэфир и остаётся одной из популярнейших композиций группы.

#### Маклеод вместо Гигси. Maine Road и Ньюборт
В сентябре 1995 года Гигси временно покинул группу, сославшись на нервное перенапряжение. Его заменил Скотт МакЛеод из группы The Ya-Yas, который выступил на нескольких концертах группы и снялся в видео на песню «Wonderwall». Вскоре Гигси вернулся в группу. «Как вам наш новый басист? Немного похож на старого, не так ли?» — пошутил Ноэл, представляя Гигси публике. В феврале 1996 года Oasis стали только третьей группой после The Beatles и The Jam, которой дали исполнить две песни в программе Tops of the Pops. Это были новый сингл группы «Don’t Look Back In Anger» и кавер-версия Slade — «Cum On, Feel the Noize». Сингл снова возглавил хит-парад, получил платиновый статус и стал наравне с «Wonderwall» визитной карточкой Oasis. Песня была высоко оценена критиками и поклонниками, и позднее многократно попадала в списки лучших песен всех времен. 27 и 28 апреля группа выступила на домашнем стадионе своей любимой футбольной команды Манчестер Сити — Maine Road. Фрагменты второго концерта вошли в видео «There and Then», вышедшее позже в том же году.
В зените популярности группа отыграла два концерта в Ньюборте 10 и 11 августа 1996 года. 250 000 билетов на концерт были полностью раскуплены за несколько минут после начала продажи, а специальная радиостанция «Radio Supernova» передавала выступление в радиусе 20 км от сцены. Этот концерт стал на тот момент крупнейшим вступлением под открытым небом за всю историю Британии; BBC назвала выступления «празднованием доминирования брит-попа».

#### Слухи о распаде
Следующий месяц был сложным для группы. 23 августа группа отыграла концерт для программы MTV Unplugged, но без Лиама, который пожаловался на боли в горле и смотрел концерт из зала, при этом выпивая холодное пиво и куря. Все песни исполнил Ноэл. По словам Ноэла, Лиам провёл всю предыдущую ночь в каком-то клубе и отказался выступать перед самым выходом на сцену. Позже группа улетела без Лиама на гастроли в Северную Америку, но через пару дней сперва Ноэл, а потом и остальная группа вернулись в Англию. Пошли слухи о скором распаде и группе пришлось делать специальное заявление, где они опровергли их. Через месяц группа собралась для начала записи нового альбома.
Заявление Ноэла Галлахера в интервью телеканала MTV в 1996 году о том, что «Oasis стали более популярны, чем The Beatles», получило больший резонанс. Пол Маккартни, являвшийся поклонником Oasis, впоследствии утверждал, что подобное утверждение стало одной из грандиозных ошибок коллектива и причиной падения популярности; в интервью журналу New Musical Express 2016 года Маккартни сравнил заявление Галлахера с «поцелуем смерти».

#### Альбом «Be Here Now». Закат эры брит-попа (1997)
Остаток 1996 года и первую четверть 1997 года Oasis записывали новый альбом. «Be Here Now» вышел в августе 1997 года. Первый сингл из альбома «D’You Know What I Mean» занял первое место в чартах многих стран, став платиновым, а сам выход альбома стал объектом пристального внимания СМИ. Кульминацией ожидания стал документальный фильм о группе «Right Here, Right Now», который был показан по BBC в вечер перед релизом альбома. Благодаря всеобщему ожиданию, альбом стал самым быстрораспродаваемым альбомом Британии всех времен, разойдясь тиражом в 423 000 копий в первый же день продаж. Альбом также стал № 2 в США. Альбом продавался лучше, чем «Definitely Maybe», но его продажи не могли сравниться с продажами «(What's the Story) Morning Glory?» — в 1997 году было продано «только» 7 млн копий. Первые оценки альбома были очень высокими, но как только истерия немного спала, альбом раскритиковали за длинные песни, тяжёлый звук и чрезмерность аранжировок. Сам Ноэл охарактеризовал альбом, как «песенки кучки парней, сидящих на кокаине, которым всё пофиг». Тем не менее, альбом по-прежнему любим многими фанами группы. Эра брит-попа закончилась, третий альбом не оправдал ожиданий и популярность группы пошла вниз. Многие критики заметили, что именно относительная неуспешность «Be Here Now» предопределила окончание брит-поп движения. В 1998 г. вышел третий сингл «Don’t Go Away». А после выхода четвёртого сингла группы, занявшего первое место, «All Around The World» (клип на эту песню был снят в стиле клипа The Beatles «Yellow Submarine») группа объявила о том, что уходит в творческий отпуск. В ноябре 1998 года вышел сборник лучших би-сайдов «The Masterplan». Несмотря на объявленный отпуск, Галлахеры по-прежнему попадали в таблоиды за истории о пьяных дебошах, громких заявлениях и вызывающем поведении.

### Смена стилей (1999—2003)

#### Уход Боунхеда и Гигси
В 1999 году группа объявила о начале записи нового альбома. Продюсером должен был стать Майк «Спайк» Стент. Большинство песен в альбоме должен был снова написать Ноэл Галлахер, который перестал употреблять кокаин в 1998 году и это должно было повлиять на звучание альбома. Он также заставил других остальных членов группы прекратить употреблять алкоголь в больших количествах, чтобы Лиам не потерял возможность петь. Запись началась во Франции в апреле. Всё шло по плану, но в августе Боунхэд неожиданно объявил об уходе из группы. Официально Ноэл объявил, что Пол хочет проводить больше времени с семьёй. Однако, есть версия, что был крупный скандал, вызванный тем, что Боунхэд был не согласен с новыми порядками в группе. Фаны были снова шокированы спустя пару дней, когда об уходе заявил другой первоначальный участник группы — Гигси. Он сказал, что ушёл из-за того, что ушёл его лучший друг.

#### Приход Бэлла и Арчера. Собственный лейбл

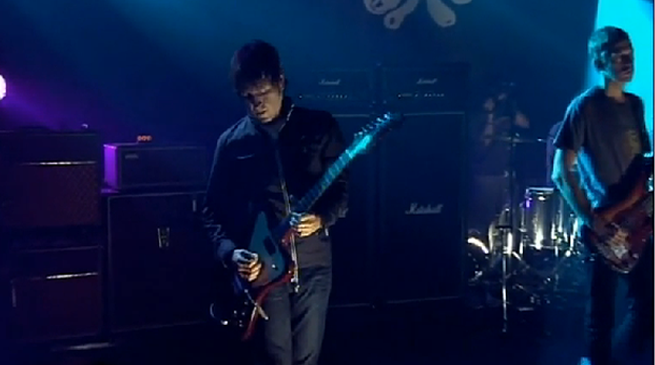
Гем Арчер и Энди Бэлл в составе Oasis.

Теперь группа продолжила записывать альбом втроём. Ноэл исполнял гитарные и бас-гитарные партии. Начался поиск новых членов группы. Среди множества кандидатов на роль ритм-гитариста был выбран Колин «Гем» Арчер из группы «Heavy Stereo». Он снялся в промовидео группы на новый сингл «Go Let It Out» 9 ноября 1999 года. Басистом стал Энди Бэлл, бывший гитарист групп Ride и Hurricane #1. Он не умел играть на бас-гитаре и его обязали научиться играть все бас-партии песен Oasis до начала американского тура в конце 1999 года. После развала Creation Records, Ноэл основал собственный лейбл «Big Brother», который стал подразделением Sony Music.

#### «Standing on the Shoulder of Giants»
29 февраля вышел четвёртый альбом Oasis под названием «Standing on the Shoulder of Giants». Ноэл позаимствовал название альбома из цитаты Исаака Ньютона «Если я прозорливее других, это потому, что стою я на плечах гигантов». На обложке альбома изображен новый логотип Oasis, нарисованный Гемом. Неделей раньше в поддержку диска вышел первый сингл «Go Let It Out», ставший № 1 в Великобритании, Ирландии и Канаде. Ноэл попытался отойти от традиционного звучания Oasis, звук стал более психоделическим, но в песне по-прежнему прослеживалось влияние Beatles. «Сначала песня была меланхолическая, медленная, в ленноновском стиле. Но когда мы записали демоверсию, получилось быстрее и тяжелее. Мы хотели, чтобы звучание было похоже на битловские 60-е, и записали всякие там меллотроны и ситар. Я, как Пол МакКартни, играл на басу» — пояснил в интервью Ноэл. Сингл был распродан тиражом в 250 000 копий и получил серебряный статус. Сам альбом, который сперва должен был назваться «Where Did It All Go Wrong», стал экспериментальным, а также в альбом впервые попала песня, написанная Лиамом — «Little James». «Это первая песня Лиама, вошедшая в альбом. Посвящается Петси и Джеймсу, её сыну от Джима Керра. Как-то, когда Лиам сидел один в комнате, мы подсунули ему туда микрофон. Он как раз напевал песню себе под нос. Мы ему ничего не сказали, сыграли и записали её. Позже он поехал с Петси в отпуск, мы придумали к песне слова и подправили мелодию. А когда Лиам вернулся из Teneriffe, то ему осталось только пойти в студию и спеть». Альбом очень хорошо продавался первые недели, однако позже критики не очень одобряли его.
Несмотря на то, что этот альбом разошёлся самым маленьким тиражом из всех альбомов группы, сингл «Go Let It Out» стал № 1, а песня «Fuckin' In The Bushes» с тех пор открывает концерты группы.

#### Мировое турне. Скандал за скандалом
Весной новый состав группы начал мировой тур. Не обошлось без скандалов: Ноэл, недовольный приёмом группы в Америке, матерился со сцены, а перед концертом в Барселоне случилась драка между Лиамом и Ноэлом. Потасовка закончилась для Лиама нокаутом и старший Галлахер улетел в свой дом на Ибице и заявил, что не будет выступать в Европе в ближайшее время. Ноэла временно заменил Мэтт Дейгтон. Спустя два месяца Ноэл вернулся в группу для участия в концертах в Великобритании и Ирландии, включавшие два выступления на стадионе Уэмбли в Лондоне перед 60-тысячной толпой поклонников, которые по слухам должны были стать финалом творческого пути Oasis. Группа блистательно отыграла 18 песен со старых альбомов, под занавес Ноэл душевно исполнил «Hey Hey, My My» Нила Янга. Запись первого шоу вышла в конце 2000 года в альбоме «Familiar to Millions». Второй концерт транслировался на десятки стран в прямом эфире, но Лиам был страшно пьян и путал слова в песнях а также неприятно высказывался в адрес своей жены, Пэтси Кинсет, с которой он вскоре развёлся, и своего брата. Вскоре и Ноэл, и Лиам разорвали свои браки. Лиам начал встречаться с бывшей участницей All Saints Николь Эппелтон, которая вскоре родила ему сына, а Ноэл стал встречаться с Сарой МакДональд.
В 2001 году группа работала над своим пятым альбомом и гастролировала по миру. «Тур братской любви» из-за проблем со здоровьем пропустил Алан Уайт, которого заменил его старший брат, Стив. В конце года группа отметила 10-летие своего существования туром по Британии. После его окончания они сосредоточились на записи альбома.

#### «Heathen Chemistry»
Пятый альбом группы «Heathen Chemistry» выпущен в июле 2002 года. Альбом также звучит экспериментально, но там чувствуется влияние британской музыки 60-х и 70-х годов, а на Лиама, который заметно рос, как автор песен и написал блестящую балладу «Songbird», которая позже вышла синглом, несомненно повлиял Джон Леннон. Лиам в это время также выступил вокалистом в песне группы Death In Vegas «Scorpio Rising».
Альбом также запомнился отличными синглами: синглы «The Hindu Times», «Stop Crying Your Heart Out», и «Little by Little» заняли первое и вторые места соответственно в британском чарте и стали одними из известнейших песен группы.
Тур снова не обошёлся без скандалов: во время тура в США летом 2002 года, Ноэл, Энди и клавишник Джей Дарлингтон попали в ДТП. В итоге несколько концертов были отменены. В конце 2002 года часть концертов в Германии были отменены из-за того, что Лиам и Алан были вовлечены в грандиозную драку в мюнхенском ночном клубе. Лиаму выбили два зуба. Лиама и Алана арестовали и менеджмент группы заплатил 170 000 фунтов за их освобождение. Лиам спустя 2 года выплатил ещё 35 000 фунтов штрафа по приговору суда. В 2003 году вышел первый сингл группы, написанный Лиамом, «Songbird». Он занял третье место в британском чарте. После окончания тура, Ноэл объявил, что группа уходит в отпуск до конца года.
12 февраля 2003 года Oasis были признаны лучшей группой 2002 года по версии прошедшей в Лондоне церемонии вручения наград «NME Awards».

### Возрождение (2005—2007)

#### Старки вместо Уайта. DVD «Definitely Maybe»
Работа над новым альбомом началась в декабре 2003 года с дуэтом Death In Vegas в роли продюсеров. Альбом должен был выйти в сентябре 2004 года во время десятилетия выхода первого альбома группы «Definitely Maybe». Увы, группа не была довольна результатами работы с «Death in Vegas» и вскоре она была прекращена, а альбом не был выпущен в срок. К тому же, в начале 2004 года из группы ушёл барабанщик Алан Уайт. По словам его брата, Стива Уайта, атмосфера в группе выбила его из колеи.
Барабанщиком временно стал Терри Киркбрайд из группы Proud Mary, но позже в группу пригласили Зака Старки, барабанщика The Who и сына легендарного ударника The Beatles Ринго Старра.
Дебют Старки в составе Oasis состоялся в июне 2004 года на фестивале в Гластонбёри. Были исполнены лучшие хиты группы и две новые песни: написанная Лиамом «The Meaning Of Soul» и написанная Гемом «A Bell Will Ring».
1 июня 2004 года издание «Q» опубликовало результаты опроса читателей, по итогам которого диск «Definitely Maybe» Oasis был назван лучшим британским альбомом всех времен. Второе место занял «Revolver» The Beatles.
В сентябре группа выпустила DVD Definitely Maybe, посвящённый 10-летию выхода дебютного альбома Oasis. Он содержит сам альбом в улучшенном звучании, запись живых выступлений 1994 года и документальный фильм с участием участников записи альбома.
Конец года группа провела в Лос-Анджелесе, записывая свой новый альбом под руководством Дейва Сарди.

#### Альбом «Don’t Believe the Truth»
22 мая 2005 года вышел новый сингл Oasis «Lyla», предваряющий выпуск шестого студийного альбома «Don't Believe the Truth», и возглавил хит — парад Великобритании.
«Lyla» стал седьмым синглом Oasis, сумевшим возглавить хит-парад.
Благодаря этой победе Oasis были признаны издательством «Guinness» «наиболее успешным артистом британской индустрии последних десяти лет». Песни коллектива провели в хит-парадах Великобритании в общей сложности 766 недель — больше, чем какого-либо другого артиста в течение последних 10 лет. Данный результат был зафиксирован в справочнике «Book of British Hit Singles & Albums», выпускаемом издательством «Guinness».
30 мая 2005 года, спустя 3 года молчания, вышел шестой альбом группы «Don't Believe the Truth». Как и в предыдущих двух альбомах, песни писала вся группа, не только Ноэл. Альбом был единогласно признан фанами и критиками лучшим со времён «(What’s the Story) Morning Glory?».
Два сингла из этого альбома, Lyla и The Importance of Being Idle стали № 1 в Великобритании. Таким образом «Don't Believe the Truth» — единственный альбом Oasis, захвативший первое место двумя первыми синглами. Сингл Let There Be Love стал № 2 в Великобритании. Сам альбом также стал № 1 в Великобритании. В Америке альбом добрался до 12 места «U.S. charts», диск продавался лучше предыдущего Heathen Chemistry. На обложке альбома вновь появился немного изменённый старый логотип группы, использовавшейся в 90-х. Энди Белл сказал, что альбом похож на «Forever Changes» (Love), «Highway 61 Revisited» (Bob Dylan) и «Revolver» (The Beatles).
10 мая 2005 года группа начала мировой тур в клубе «Астория» в Лондоне, который завершился 31 марта 2006 года в Мехико. Oasis провели самый крупный тур за всю свою историю, отыграв 110 концертов в 26 странах для 1,7 миллиона зрителей.
В 2005 году альбом был удостоен премии «Q Awards», на той же церемонии группа получила специальный приз «Выбор Народа». Альбом также был номинирован на премии «NME Awards» и «MTV Video Music Awards Japan».

#### Сингл «The Importance of Being Idle»
Второй сингл из альбома «The Importance of Being Idle» вышел 20 августа 2005 года, став 8 — м номером 1 группы.
Песня была принята восторженно как поклонниками, так и критиками.
В 2005 году читатели «Q Magazine» признали «The Importance of Being Idle» лучшей песней 2005 года. Клип на песню получил премию «NME Awards» в номинации «Best Video».
В 2006 году группа получила премию «Q Awards» в номинации «Лучшая группа в мире», а специально Ноэлу была вручена статуэтка «Classic Songwriter»

#### Сборник «Stop the Clocks»
20 ноября 2006 года вышел сборник лучших хитов Oasis «Stop The Clocks». Несмотря на то, что Ноэл неоднократно заявлял о том, что не желает выпускать сборник хитов до тех пор, пока группа не прекратит существование, на лейбле Sony Music приняли решение выпустить эту компиляцию, так как контракт лейбла с группой закончился. Основной костяк сборника составили песни из классических альбомов «Definitely Maybe» 1994 и «(What's the Story) Morning Glory?» 1995 года и песни «B-Sides» синглов того периода. В пресс релизе было сказано, что группа уходит в творческий отпуск для того, чтобы потом с новыми силами взяться за работу над новым материалом, а этот сборник — шанс для всего мира ещё раз увидеть то, что группа сделала и делает для всего рок-н-ролла и понять, почему Oasis являются одной из самых успешных рок-групп мира.
Альбом вышел 20 ноября 2006 года и занял 2 место в английском хит-параде «UK Albums Chart», уступив 1-е место группе Westlife. Так же диск занял 1 место в Японском хит — параде. В Америке успех был более скромным — альбом занял всего лишь 89 место. К ноябрю 2007 году альбом стал четырежды платиновым, став самым продаваемым диском Oasis в Англии после альбома Be Here Now 1997 года. На сегодняшний день альбом разошёлся по всему миру тиражом более 3 миллионов копий.
Одновременно с выходом «Stop The Clocks», группа выпустила и документальный фильм «Боже, не тормози меня», рассказывающий о мировом туре группы 2005—2006 годов.

#### Brit Awards. Концерт в Москве
В феврале 2007 года группа получила награду на Brit Awards за выдающийся вклад в музыку. 23 марта Ноэл Галлахер и Гем, впервые в истории группы, выступили в Москве. Концерт состоялся в клубе «Б1 Максимум» при аншлаге.

#### «Lord Don’t Slow Me Down»
20 октября 2007 года группа выпустила новый сингл «Lord Don't Slow Me Down», который добрался только до 10 места национального хит — парада. Песня получила благожелательные отзывы критиков и поклонников.
В апреле 2008 Oasis были номинированы в двух категориях на «NME Awards USA 2008» (Лучшая международная Альтернативная Группа и Лучшая международная Альтернативная Песня), но безрезультатно.
В июле 2008 вышел сингл Пола Веллера «Echoes Round The Sun», соавторами которого выступили Ноэл и Гем.
4 июля Ноэл Галлахер посетил церемонию «Silver Clef Awards», где из рук боксера Рикки Хаттона получил награду за вклад в музыкальную индустрию.
В пятницу, 15 августа, на радио «BBC Radio 1» состоялась радиопремьера песни «The Shock of the Lightning» из нового седьмого студийного альбома.

### Альбом «Dig Out Your Soul» (2007—2009)
Работа над седьмым альбомом Oasis началась 3 июля 2007 года в знаменитой студии Abbey Road. Сессии продолжались всё лето и осень с небольшим перерывом, который был связан с тем, что у Ноэла родился сын. В начале 2008 года группа вылетела в Лос-Анджелес, где завершила запись альбома с Дейвом Сарди. Выпуск пластинки был отложен на осень так как у группы на тот момент не было контракта с рекорд лейблом. Летом музыканты заключили новый контракт с Sony BMG. Новый альбом Oasis получил название «Dig Out Your Soul» и был выпущен 6 октября 2008 года.

#### Сингл «The Shock of the Lightning»
Первым синглом альбома стала композиция «The Shock of the Lightning», написанная Ноэлом Галлахером. Песня была издана синглом 29 сентября 2008. Сингл занял 3 место в хит — параде Англии. В Америке сингл «The Shock of the Lightning» добрался до 12 места Billboard Modern Rock, став самым успешных хитом Oasis в США за последние 10 лет со времен «Don’t Go Away». Сингл вышел как в форматах CD и 7-дюймового винила, так и в варианте для скачивания.
По словам Ноэла: «песня „The Shock of the Lightning“ кажется немного недоделанной только потому, что она была очень быстро написана и записана. По большому счету эта песня — демо. Она вся пропитана энергией, которая на первый взгляд не чувствуется, но питает своей мощью. Я в восторге, когда рождаются такие песни»
В августе начался мировой тур группы в поддержку альбома. По окончании записи «Dig Out Your Soul» группу покинул Зак Старки, в турне группа отправилась с новым ударником — Крисом Шэрроком, который ранее выступал с группой The La's и Робби Уильямсом.
В сентябре группа была номинирована на премию «Q-awards» на звание лучшей группы в мире, но проиграла Coldplay.
1 октября за неделю до официального выхода альбома пластинка была полностью выложена для прослушивания в социальной сети MySpace. Позже Ноэл объявил, что узнал о подобной презентации лишь из газет.
11 октября 2008 года альбом «Dig Out Your Soul» возглавил британские списки, став вторым по скорости продаж альбомом 2008 года после Viva la Vida or Death and All His Friends Coldplay. Через неделю альбом уступил первенство группе Keane.
В Америке альбом достиг только 5 места. 13 октября Dig Out Your Soul занял лидирующую позицию «The United World Chart».
Альбом получил очень противоречивые отзывы. Одни критики назвали его лучшей работой группы за последние 10 лет, другие (например издание «Rolling Stone») были не очень высокого мнения. Сам Ноэл высказался в одном из интервью, что их экспериментальная пластинка «не то, к чему все привыкли», охарактеризовав музыку альбома как «более гипнотическую, более драйвовую», нежели предыдущие их записи. По словам Ноэла Галлахера, только Бог вдохновил музыкантов на написание этих песен.
В ноябре в прессе появилась информация о том, что Oasis решили приобрести собственный самолёт, с помощью которого можно было бы оперативно перемещаться по странам и континентам во время масштабных гастрольных туров, именно такой предстоит музыкантам в 2009 году. «Единственное, что нас пока смущает — это стоимость самолёта, — признался Ноэл Галлахер. — Но всё-таки надеемся подобрать подходящий вариант — не очень дорогой, но со всеми полагающими удобствами. А название для самолёта мы уже придумали — „Долговая яма“. Ибо с нынешними ценами на топливо, боюсь, эта машинка будет съедать все наши деньги».

#### Сингл «I’m Outta Time»
Второй сингл из альбома «I’m Outta Time» вышел 1 декабря 2008 года. Песню отмечали как одно из ярких мест нового альбома как поклонники группы, так и сами музыканты. Ноэл назвал эту песню «обманчиво яркой». Песня была высоко оценена критикой. Так, издание New Musical Express назвало «I’m Outta Time» «красивой балладой» и сравнило её с музыкой группы The Beatles. В песне использовался короткий отрывок одного из последних интервью Джона Леннона, записанного незадолго до его убийства в 1980 году. В этом отрывке Леннон, говорит: «Как сказал Черчилль, неотъемлемое право каждого англичанина — жить там, где он пожелает. И что же, оно возьмёт и исчезнет? Его уже не будет, когда я вернусь?».
Сингл «I’m Outta Time» поднялся только до 12 места в хит-параде синглов Великобритании (UK Singles Chart), став таким образом первой с 1994 песней Oasis, не попавшей в первую десятку хит-парада. До «I’m Outta Time» 22 сингла Oasis подряд входили в Top 10 британского хит-парада.
В декабре Ноэл в одном из интервью в очередной раз объявил о том, что по окончании мирового тура в поддержку «Dig Out Your Soul» планирует выпустить свой первый самостоятельный альбом. По словам музыканта, у него накопилось более десятка композиций, не попавших в альбомы Oasis, поэтому он решил выпустить их в виде сольного диска.
«Я не откладываю песни специально. Просто есть треки, которые отошли на второй план и не попали ни в один из альбомов — но не стали от этого менее классными. Например, эта судьба постигла песню „Stop The Clocks“, — говорит Ноэл. — Я хочу выпустить эти вещи как можно скорее. Я считаю, что каждому из нас будет полезно по завершении тура сделать что-то отдельно от группы. Думаю, это будет интересно нашим фанам».
На состоявшейся 25 февраля 2009 года церемонии награждения Shockwaves NME Awards Oasis получили премию в категории «Лучшая британская группа».
Группа была представлена сразу в 7 номинациях, на что Ноэл Галлахер отреагировал в своей обычной манере: «Семь номинаций? И это все? Я всегда знал, что мой звёздный час настанет, когда я выиграю в номинации „Чувак, одетый круче всех в мире“».
Ноэл Галлахер получил премию за лучший блог в интернете. В интервью Ноэл сообщил что вел блог Oasis даже не подходя к компьютеру: Галлахер пополнял записи в блоге при помощи СМС. В категории «Лучший блог» Галлахер обошёл Radiohead, Foals, Little Boots и Lightspeed Champion.
Третий сингл из альбома «Dig Out Your Soul» — «Falling Down» (OST к аниме Восточный Эдем) вышел 9 марта 2009 года и занял 10 место в хит — параде синглов Великобритании.
Летом 2009 года группа провела стадионное турне по Великобритании

#### Уход Ноэла Галлахера и распад группы
28 августа 2009 года Ноэл Галлахер объявил об уходе из группы. Он заявил, что больше не способен находиться с Лиамом на одной сцене. По неофициальной информации, такое решение было принято после очередного конфликта между братьями, который произошёл перед концертом в Париже. 8 октября 2009 года Лиам Галлахер объявил о том, что группа официально распалась.

### После распада (2009—2024)
В феврале 2010 года на Brit Awards альбом (What's the Story) Morning Glory? был признан лучшей британской пластинкой за последние 30 лет. Награду принял Лиам, который поблагодарил всех музыкантов, участвовавших в записи альбома, кроме Ноэла, после чего бросил статуэтку в зрительный зал. Позже он объяснил этот поступок тем, что ему надоели постоянные разговоры о его конфликте с Ноэлом, и он хотел отдать должное фанатам, поддерживавшим группу за всё время существования.

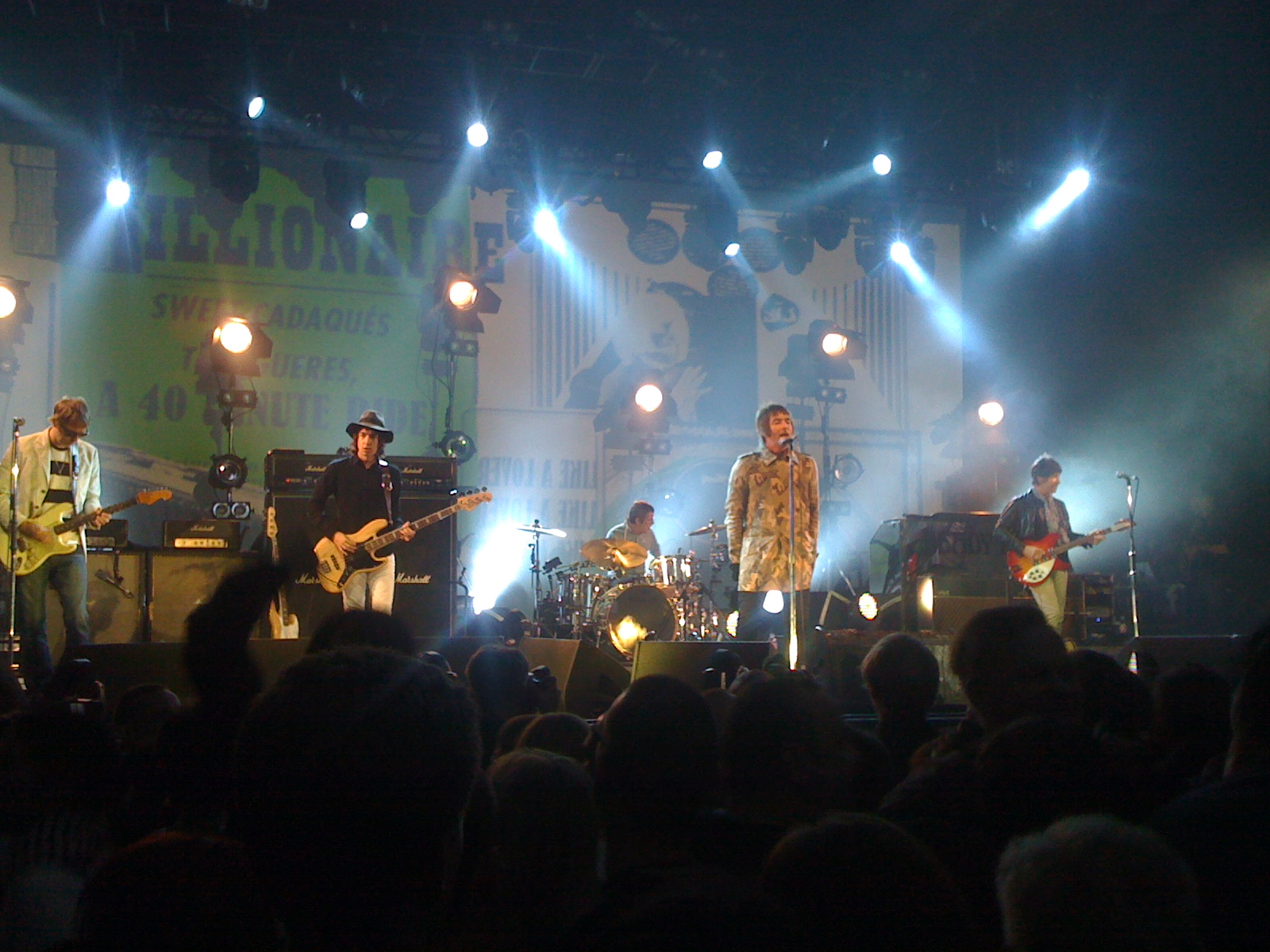
Выступление Beady Eye в 2011 году.

Ноэл в марте 2010 года дал два сольных концерта в поддержку благотворительной организации Teenage Cancer Trust, которая помогает детям с онкологическими заболеваниями. Были исполнены старые песни Oasis, в том числе, и те, где изначально вокалистом был Лиам.
14 июня 2010 года был выпущен сборник синглов группы Time Flies... 1994–2009.
Летом того же года оставшиеся после ухода Ноэла участники группы приступили к записи нового альбома. Музыканты приняли решение не выступать под названием Oasis и взяли для своей группы новое имя — Beady Eye. В своем интервью NME 12 июля 2016 года Ноэл заявил, что был не против отдать свои права на имя Oasis, если бы его тогда попросили все участники. Относительно самого возрождения он заявил следующее: 

Я бы заплатил, чтобы посмотреть на это (как они справятся без меня). Я думаю это было бы чертовски интересно. Мы могли бы пустить слух, что я собираюсь реформировать группу без Лиама и буду использовать голограмму, как с Тупаком на Коачелле. Ну, а если серьёзно, я не собираюсь им мешать. Это наверняка будет крайне забавно. Я спокойно к этому отношусь.
Оригинальный текст (англ.)I'd pay to see that (them do it without me). I think it'd be f----ng interesting. We could start a rumour that I'm going to reform without Liam and I'm going to use a hologram like Tupac at Coachella. (No seriously though) I wouldn't stop them at all. It would be f----ng hilarious. I'm cool with it.

В честь двадцатипятилетия концерта в Небуорт-хаус был выпущен фильм Oasis Knebworth 1996 (2021), премьера которого состоялась 23 сентября 2021 года во всём мире, в том числе и в России. Также, 19 ноября 2021 года был выпущен альбом концертной записи Oasis Knebworth 1996.

### Воссоединение группы (2024—наши дни)
27 августа 2024 года в официальном Instagram-аккаунте коллектива было объявлено о воссоединении и серии стадионных концертов в Великобритании и Ирландии в июле и августе 2025 года, заявив: «Оружие замолчало. Звёзды сошлись. Великое ожидание закончилось. Приходите и посмотрите. Это не будет транслироваться по телевидению». В первоначальном объявлении на фотографиях, отправленных в СМИ, присутствовали только братья Галлахер. Однако со временем выяснилось, что к группе вернутся и трое бывших участников: Пол «Бонхед» Артурс, Гем Арчер (оба — гитаристы) и Энди Белл (бас-гитарист). Позже были объявлены и другие участники группы, включая барабанщика Джоуи Уоронкера и клавишника Кристиана Мэддена (оба гастролировали с Лиамом). 21 и 28 октября в соцсетях группы были подтверждены сообщения о том, что бывший фронтмен группы The Verve Ричард Эшкрофт и группа Cast будут специальными гостями во время тура по Великобритании и Ирландии.

30 августа 2024 года, после того как стало известно о воссоединении группы, Oasis выпустили юбилейное 30-е издание своего дебютного альбома Definitely Maybe. Через неделю альбом занял первое место в чарте UK Official Albums Chart Top 100, спустя 30 лет после выхода, вместе с альбомами Time Flies и Morning Glory, которые поднялись до 3 и 4 места в чарте. Ещё три альбома Oasis также вошли в первую сотню чартов: The Masterplan под номером 41, Be Here Now под номером 42 и Heathen Chemistry под номером 97. Сингл Oasis «Live Forever» занял 8 место в чарте UK Official Singles Chart Top 40, на два места выше, чем в 1994 году, вместе с «Don’t Look Back In Anger», который достиг 9 места, и «Wonderwall», который достиг 11 места.
Хотя новый альбом группы не был подтверждён, Лиам Галлахер намекнул на новую музыку на X. 7 сентября 2024 года он сказал, что новый альбом Oasis «уже готов» и что он был поражён музыкой, написанной его братом. Впоследствии он заявил, что шутил о новом альбоме Oasis. 13 мая менеджмент группы заявил, что у них нет планов на новую музыку, и воссоединение будет «последним разом», заявив, что их долгожданное воссоединение будет последней возможностью увидеть группу. Однако эти заявления впоследствии были оспорены Лиамом в X, который заявил, что он и Ноэль несут исключительную ответственность за принятие решений о будущем группы, а также что со-менеджер Алек Маккинли, который заявлял об отсутствии новой музыки и намекал на второй роспуск после тура, на самом деле является бухгалтером группы, что оставляет будущее группы как записывающегося и гастрольного коллектива неопределённым.

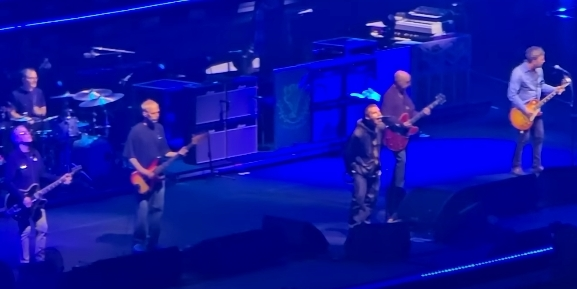
Oasis во время выступления, июль 2025 год

20 июня группа начала сотрудничество с немецким брендом одежды Adidas для создания линии одежды под названием «Original Forever».
4 июля 2025 года группа дала свой первый концерт за 16 лет в рамках тура Oasis Live '25 на стадионе Principality в Кардиффе, Уэльс. Двухчасовая программа состояла из хитов 1990-х годов, за исключением композиции «Little By Little» из альбома «Heathen Chemistry».  Песня «Live Forever» была посвящена памяти погибшего накануне футболиста Диогу Жоты.

## Участники группы

### Текущий состав
- Пол «Бонхэд» Артурс — ритм-гитара (1991—1999; 2025—наши дни); соло-гитара (1991); клавишные (1994—1997); бас-гитара (1995)
- Лиам Галлахер — вокал, перкуссия (1991—2009, 2024—наши дни); акустическая гитара (2001—2002, 2007—2008)
- Ноэл Галлахер — соло-гитара, бэк и ведущий вокал (1991—2009, 2024—наши дни); ритм-гитара (1999—2009); клавишные (1995—2001, 2007—2008); бас-гитара (1993—1994, 1995, 1999), ударные  (2001—2008)
- Гем Арчер — ритм и соло-гитара (1999—2009, 2024—наши дни); бэк-вокал (2002—2005); клавишные (2002—2008); гармоника (2005—2008), бас-гитара (2003—2008)
- Энди Бэлл — бас-гитара (1999—2009, 2024—наши дни); ритм-гитара (2003—2008); клавишные (2007—2008)

### Текущие концертные участники
- Кристиан Мэдден — клавишные (2025-настоящее время)
- Джоуи Уоронкер — ударные, перкуссия (2025—наши дни)

### Бывшие участники
- Пол «Гигси» Макгиган — бас-гитара (1991—1995, 1995—1999)
- Тони Маккэролл — ударные (1991—1995)
- Алан Уайт — ударные, перкуссия (1995—2004)

### Бывшие концертные музыканты
- Скотт Маклеод — бас-гитара (1995)
- Марк Фелтхэм — губная гармошка (1996)
- Джанетт Мэйсон  — клавишные (1996)
- Майк Роу — клавишные (1997—2000)
- Пол Стэйси — клавишные (1997—1998)
- Зеб Джеймсон — клавишные (1999—2001)
- Мэтт Дейтон — ритм-гитара (2000)
- Стив Уайт — ударные (2001)
- Джей Дарлингтон — клавишные (2001—2009)
- Зак Старки — ударные, перкуссия (2004—2008)
- Крис Шэррок — ударные, перкуссия (2008—2009)

## Дискография
- 1994 — Definitely Maybe
- 1995 — (What's the Story) Morning Glory?
- 1997 — Be Here Now
- 2000 — Standing on the Shoulder of Giants
- 2002 — Heathen Chemistry
- 2005 — Don't Believe the Truth
- 2008 — Dig Out Your Soul

## Награды
| Год  | Номинант                            | Премия                                         | Результат |
| ---- | ----------------------------------- | ---------------------------------------------- | --------- |
| 1995 | «Live Forever»                      | «Single of the Year» (Сингл года)              | Победа    |
| 1995 | «Definitely Maybe»                  | «Album of the Year» (Альбом года)              | Победа    |
| 1995 | Oasis                               | «Best New Band» (Лучшая новая группа)          | Победа    |
| 1996 | «Wonderwall»                        | «Best Single» (Лучший сингл года)              | Победа    |
| 1996 | «(What's the Story) Morning Glory?» | «Best Album» (Лучший альбом)                   | Победа    |
| 1996 | Oasis                               | «Best Live Band» (Лучшая концертная команда)   | Победа    |
| 1996 | Oasis                               | «Best Band» (Лучшая группа)                    | Победа    |
| 1997 | «Knebworth»                         | «Best Musical Event» (Лучшее выступление)      | Победа    |
| 1997 | Oasis                               | «Band of the Year» (Группа года)               | Победа    |
| 2003 | Oasis                               | «Best Live Band» (Лучшая концертная команда)   | Проигрыш  |
| 2003 | Oasis                               | «Best UK Band» (Лучшая Британская группа)      | Победа    |
| 2003 | Oasis                               | «Artist of the Year» (Артист года)             | Победа    |
| 2005 | «Definitely Maybe»                  | «Best Music DVD» (Лучший DVD)                  | Победа    |
| 2006 | «The Importance of Being Idle»      | «Best British Track» (Лучшая Британская песня) | Проигрыш  |
| 2006 | «The Importance of Being Idle»      | «Best Video» (Лучшее видео)                    | Проигрыш  |
| 2006 | «Don't Believe the Truth»           | «Best Album» (Лучший альбом)                   | Проигрыш  |
| 2006 | Oasis                               | «Best Live Act» (Лучший концерт)               | Проигрыш  |
| 2006 | Oasis                               | «Best British Band» (Лучшая Британская группа) | Проигрыш  |
| 2007 | Oasis                               | «Best British Band» (Лучшая Британская группа) | Проигрыш  |
| 2009 | Oasis                               | «Best British Band» (Лучшая Британская группа) | Победа    |
| 2009 | Oasis                               | «Best Live Band» (Лучшая концертная команда)   | Проигрыш  |
| 2009 | «Dig Out Your Soul»                 | «Best Album» (Лучший альбом)                   | Проигрыш  |
| 2009 | «The Shock of the Lightning»        | «Best Video» (Лучшее видео)                    | Проигрыш  |

| Год  | Номинант                       | Премия                                                    | Результат |
| ---- | ------------------------------ | --------------------------------------------------------- | --------- |
| 1994 | Oasis                          | «Best New Act» (Лучший дебют)                             | Победа    |
| 1995 | Oasis                          | «Best Live Act» (Лучший концерт)                          | Победа    |
| 1996 | Oasis                          | «Best Act in the World Today» (Лучший исполнитель в мире) | Победа    |
| 1997 | Oasis                          | «Best Act in the World Today» (Лучший исполнитель в мире) | Победа    |
| 2000 | Oasis                          | «Best Live Act» (Лучший концерт)                          | Победа    |
| 2002 | «The Hindu Times»              | «Best Single» (Лучший сингл)                              | Проигрыш  |
| 2002 | Oasis                          | «Best Live Act» (Лучший концерт)                          | Проигрыш  |
| 2002 | Oasis                          | «Best Act in the World Today» (Лучший исполнитель в мире) | Проигрыш  |
| 2005 | «The Importance of Being Idle» | «Best Video» (Лучшее видео)                               | Проигрыш  |
| 2005 | «The Importance of Being Idle» | «Best Track» (Лучшая песня)                               | Проигрыш  |
| 2005 | «Don't Believe the Truth»      | «Best Album» (Лучший альбом)                              | Победа    |
| 2005 | Oasis                          | «Best Live Act» (Лучший концерт)                          | Проигрыш  |
| 2005 | Oasis                          | «Best Act in the World Today» (Лучший исполнитель в мире) | Проигрыш  |
| 2005 | Oasis                          | «People’s Choice Award» (Выбор народа)                    | Победа    |
| 2006 | Oasis                          | «Best Act in the World Today» (Лучший исполнитель в мире) | Победа    |
| 2008 | Oasis                          | «Best Act in the World Today» (Лучший исполнитель в мире) | Проигрыш  |
| 2009 | Oasis                          | «Best Live Act» (Лучший концерт)                          | Проигрыш  |
| 2009 | Oasis                          | «Best Act in the World Today» (Лучший исполнитель в мире) | Проигрыш  |

| Год  | Номинант     | Премия                                        | Результат |
| ---- | ------------ | --------------------------------------------- | --------- |
| 1994 | Oasis        | «Best UK Act» (Лучший Британский исполнитель) | Победа    |
| 1996 | «Wonderwall» | «Best Song» (Лучшая песня)                    | Победа    |
| 1996 | Oasis        | «Best Group» (Лучшая группа)                  | Победа    |
| 1996 | Oasis        | «Best Rock» (Лучший рок-исполнитель)          | Победа    |

| Год  | Номинант                  | Премия                                        | Результат |
| ---- | ------------------------- | --------------------------------------------- | --------- |
| 2002 | Oasis                     | «Best Live Act» (Лучший концерт)              | Победа    |
| 2006 | «Lyla»                    | «Best Group Video» (Лучшее видео)             | Проигрыш  |
| 2006 | Oasis                     | «Best Video of the Year» (Лучшее видео года)  | Проигрыш  |
| 2006 | «Don't Believe the Truth» | «Best Album of the Year» (Лучший альбом года) | Проигрыш  |

| Год  | Номинант                            | Премия                                                                            | Результат |
| ---- | ----------------------------------- | --------------------------------------------------------------------------------- | --------- |
| 1995 | Oasis                               | «Best British Newcomer» (Лучший Британский дебют)                                 | Победа    |
| 1996 | «Wonderwall»                        | «Best British Video» (Лучшее Британское видео)                                    | Победа    |
| 1996 | Oasis                               | «Best British Group» (Лучшая Британская группа)                                   | Победа    |
| 1996 | «(What's the Story) Morning Glory?» | «Best British Album» (Лучший Британский альбом)                                   | Победа    |
| 1998 | «D’You Know What I Mean?»           | «Best British Video» (Лучшее Британское видео)                                    | Проигрыш  |
| 1998 | Oasis                               | «Best British Group» (Лучшая Британская группа)                                   | Проигрыш  |
| 1998 | «Be Here Now»                       | «Best British Album» (Лучший Британский альбом)                                   | Проигрыш  |
| 2003 | Oasis                               | «Best British Group» (Лучшая Британская группа)                                   | Проигрыш  |
| 2006 | Oasis                               | «Best British Rock Act» (Лучший Британский рок-исполнитель)                       | Проигрыш  |
| 2006 | Oasis                               | «Best British Live Act» (Лучший Британский концерт)                               | Проигрыш  |
| 2007 | Oasis                               | «Outstanding Contribution to Music» (Вклад в развитие современной музыки)         | Победа    |
| 2010 | «(What's the Story) Morning Glory?» | «BRITs Album of 30 Years Nominees» (Лучший Британский альбом за последние 30 лет) | Победа    |

| Год  | Номинант            | Премия                                                                       | Результат                |
| ---- | ------------------- | ---------------------------------------------------------------------------- | ------------------------ |
| 2009 | «Falling Down»      | «Best Cinematography in a Video» «Best Editing in a Video» «Best Rock Video» | Проигрыш Победа Проигрыш |
| 2009 | «Dig Out Your Soul» | «The Innovation Award»                                                       | Победа                   |